# نيكولا فاسيليفيتش (لاعب كرة قدم مواليد 1996)
نيكولا فاسيليفيتش (بالصربية: Никола Васиљевић)‏ هو لاعب كرة قدم صربي في مركز حراسة المرمى، ولد في 24 يونيو 1996 في نيش في صربيا. لعب مع سلوبودا أوزيس.

## وصلات خارجية
- نيكولا فاسيليفيتش (لاعب كرة قدم) على موقع الاتحاد الأوربي (الإنجليزية)
- نيكولا فاسيليفيتش (لاعب كرة قدم) على موقع قاعدة بيانات كرة القدم.إي يو (الإنجليزية)
- نيكولا فاسيليفيتش (لاعب كرة قدم) على موقع بيانات كرة القدم. دي إي (الألمانية)
- نيكولا فاسيليفيتش (لاعب كرة قدم) على موقع Soccerbase.com (لاعب) (الإنجليزية)
- نيكولا فاسيليفيتش (لاعب كرة قدم) على موقع Soccerway.com (الإنجليزية)
- نيكولا فاسيليفيتش (لاعب كرة قدم) على موقع عالم كرة القدم.نت (الإنجليزية)